# Хомйонжа-Шляхецька
Хомйонжа-Шляхецька (пол. Chomiąża Szlachecka, нім. Komsdorf) — село в Польщі, у гміні Ґонсава Жнінського повіту Куявсько-Поморського воєводства.
Населення — 161 особа (2011).
У 1975-1998 роках село належало до Бидгощського воєводства.

## Демографія
Демографічна структура станом на 31 березня 2011 року:
|          | Загалом | Допрацездатний вік | Працездатний вік | Постпрацездатний вік |
| -------- | ------- | ------------------ | ---------------- | -------------------- |
| Чоловіки | 84      | 10                 | 69               | 5                    |
| Жінки    | 77      | 19                 | 41               | 17                   |
| Разом    | 161     | 29                 | 110              | 22                   |